# Atchara

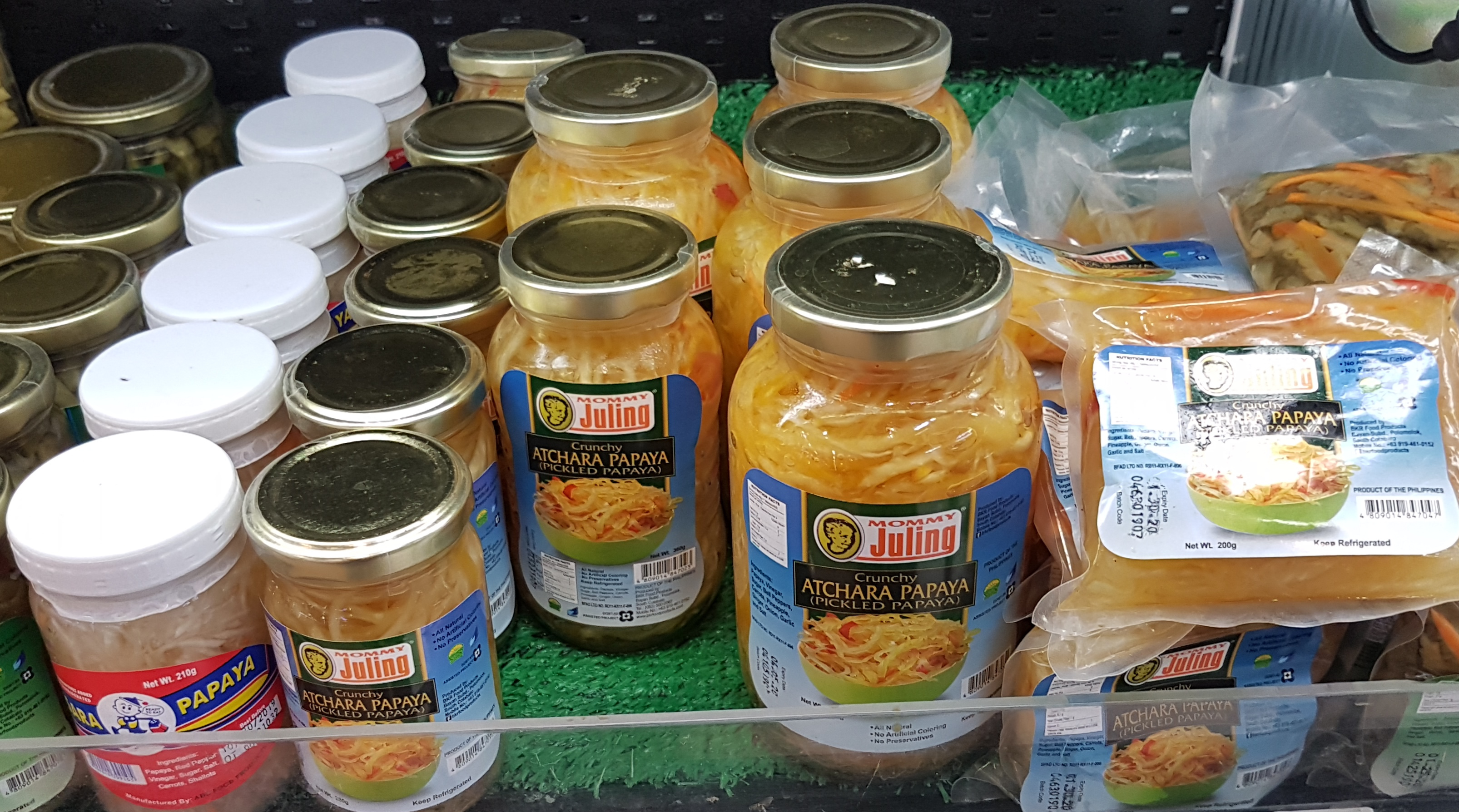
Những hũ atchara tại một siêu thị Philippines

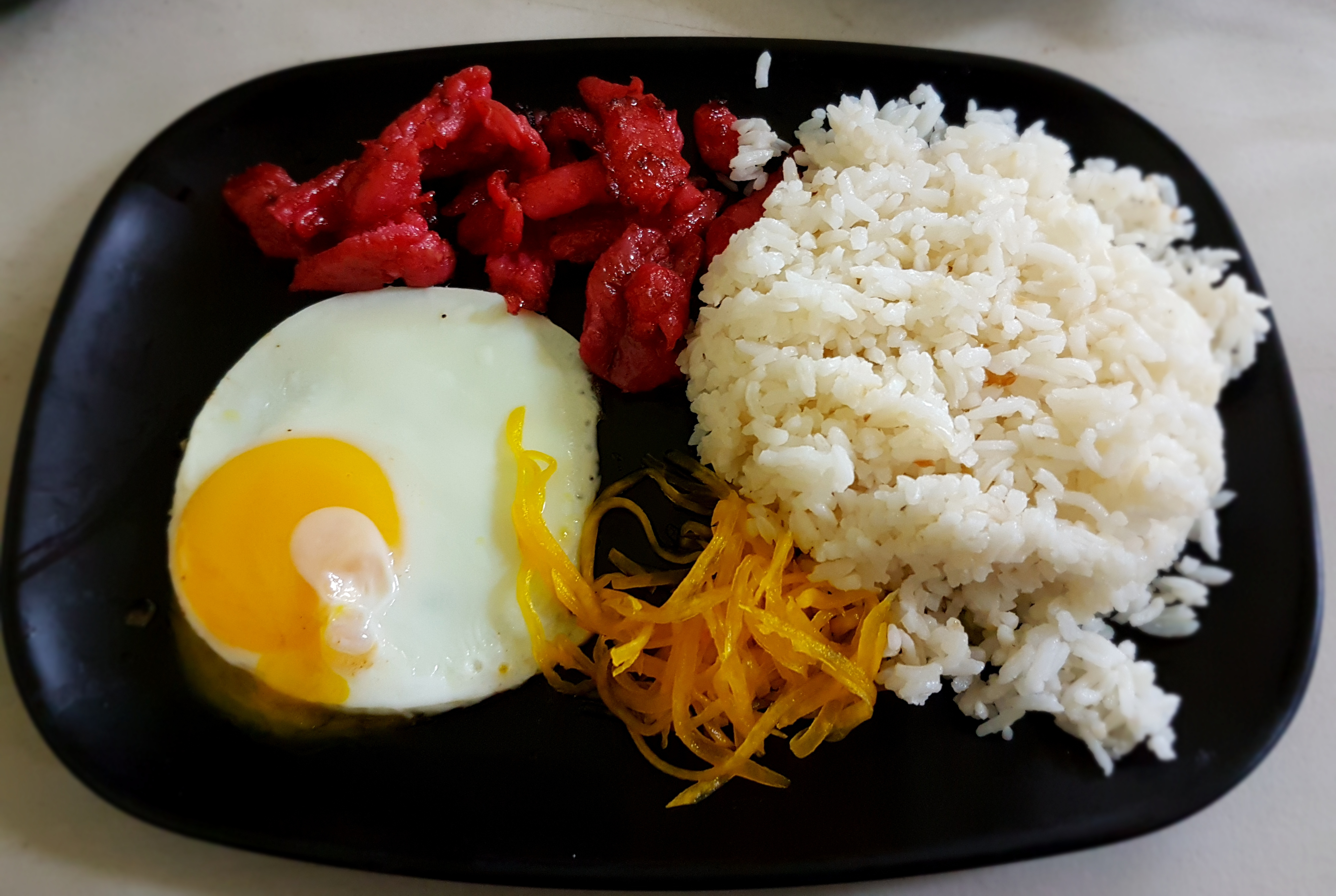
Atchara được phục vụ như một món ăn phụ trong bữa sáng của người Philippines, tosilog

Atchara (cũng được đọc là achara hoặc atsara) là món ăn có nguồn gốc từ Philippines được làm từ đu đủ xanh chưa chín được nạo rồi muối chua. Món ăn này thường được phục vụ như một món phụ cho các món chiên hoặc nướng như thịt nướng barbecue.

## Lịch sử
Cái tên atchara có nguồn gốc từ achar trong ẩm thực Ấn Độ, được truyền đến Philippines thông qua acar của Indonesia, Malaysia, và Brunei.

## Chuẩn bị
Thành phần chính là đu đủ chưa chín nạo. Cà rốt lát, gừng thái nhỏ, ớt chuông, hành tây và tỏi tạo thành các loại rau khác. Có thể thêm Nho khô hoặc dứa, và ớt, tiêu đen mới xay, ớt đỏ hoặc tiêu nguyên hạt để hoàn thiện. Sau đó, chúng được trộn trong hỗn hợp giấm, đường/xi-rô và muối chất bảo quản.
Hỗn hợp được đặt trong lọ kín khí, nơi nó sẽ được giữ mà không cần làm lạnh, tuy nhiên, sau khi mở ra, tốt nhất là nên giữ lạnh để duy trì hương vị của nó.

## Biến thể

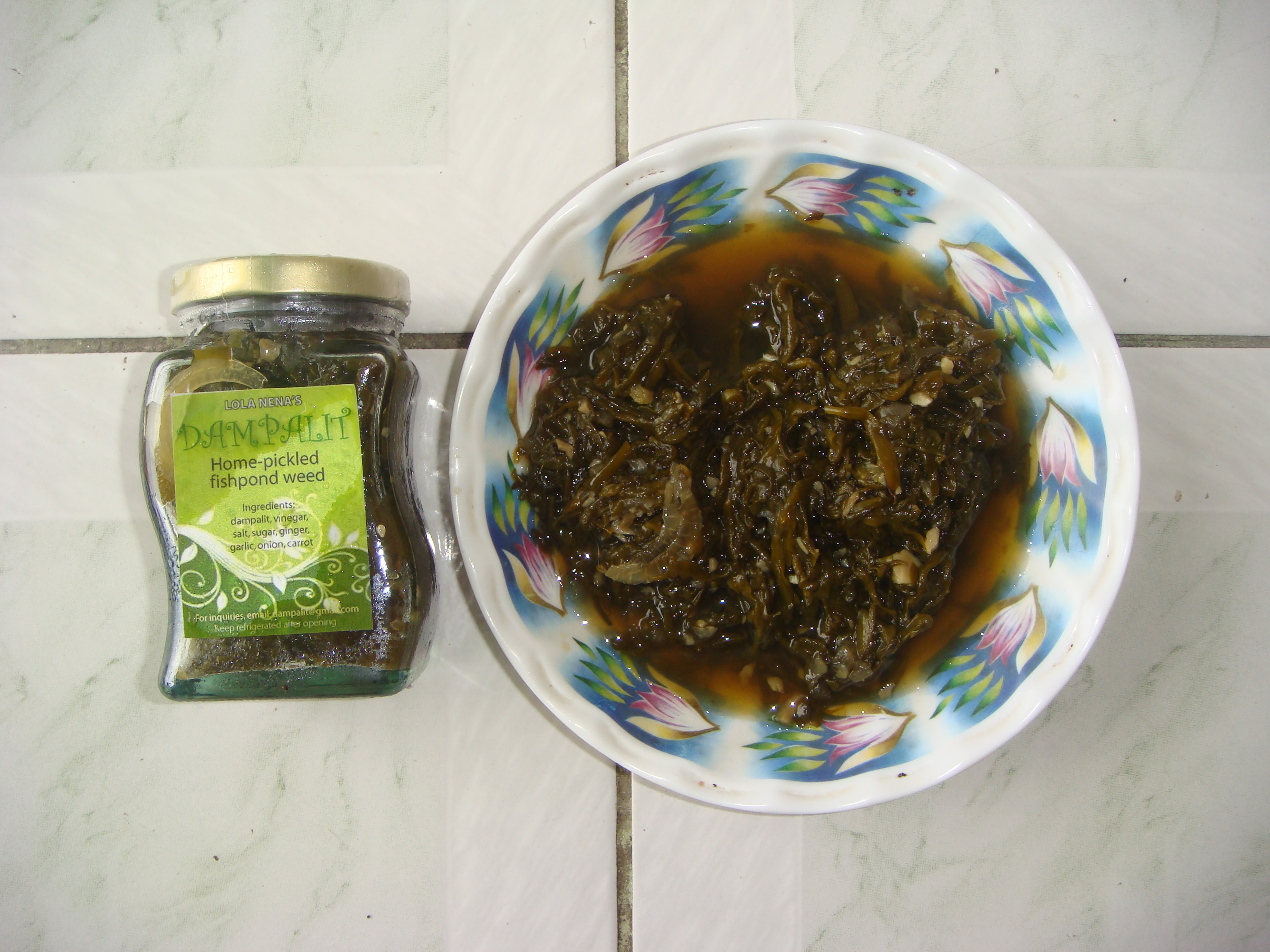
Dampalit, rau sam biển ngâm chua (hải châu)

- Atcharang maasim (dưa chua) - được chuẩn bị theo cách tương tự như Atchara, ngoại trừ việc không thêm đường.[4]
- Atcharang labóng (măng muối chua) - được chuẩn bị theo cách tương tự như Atchara, nhưng sử dụng măng thay vì đu đủ.[5]
- Atcharang dampalit (rau sam biển muối chua) - được làm từ rau sam biển, gọi là dampalit trong tiếng Tagalog.[6][7]
- Atcharang ubod (tâm cọ muối chua) - làm từ tâm cọ, còn được gọi là ubod trong tiếng Tagalog.[8]
- Atcharang sayote (su su muối chua) - được làm từ su su, ớt chuông, cà rốt và gừng.[9][10]